# Palác Lažanských
Palác Lažanských je novorenesanční palác postavený v letech 1861–1863. Nachází se v městské části Praha 1-Staré Město na nároží Národní třídy a Smetanova nabřeží (naproti Národnímu divadlu). V přízemí paláce sídlí kavárna Slavia, ostatní části budovy využívá Filmová a televizní fakulta Akademie múzických umění. Palác je chráněn jako kulturní památka.

## Historie

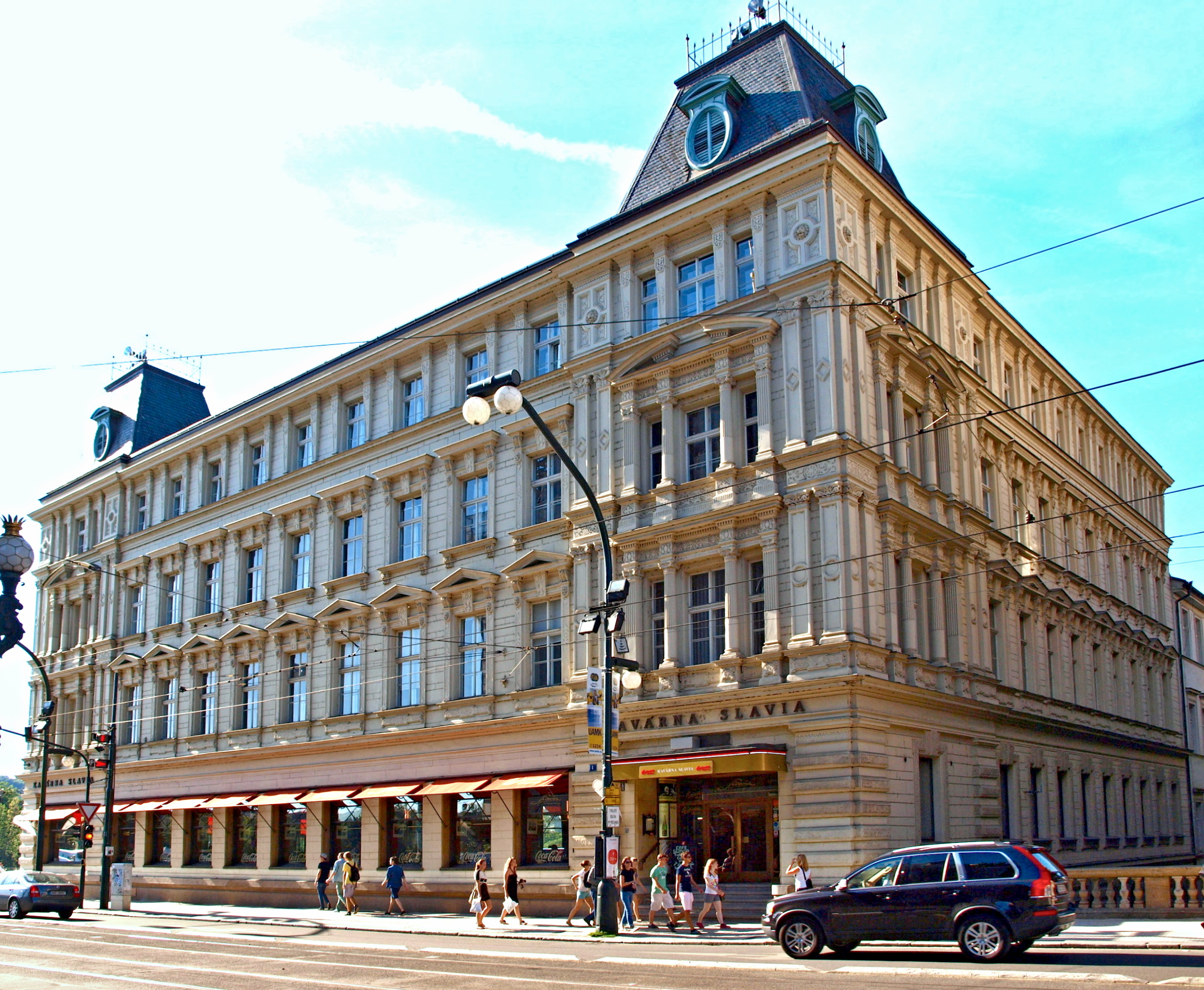
Palác Lažanských, v přízemí kavárna Slavia (fotografie od Národního divadla)

Palác si nechal postavit hrabě Prokop Lažanský v letech 1861 až 1863 podle návrhu Vojtěcha Ignáce Ulmana jako své šlechtické sídlo.
V 60. letech 19. století pobýval v paláci český hudební skladatel Bedřich Smetana. V roce 1881 v přízemí paláce podnikatel Václav Zoufalý zřídil kavárnu, podnik známý jako kavárna Velká Slavie , později jako kavárna Slavia, která zde s úpravami sídlí dosud. V roce 1907 byl k budově přistavěn portál se secesně provedenou markýzou.
Na počátku 30. let 20. století kavárna Slavia prošla první přestavbou, tehdy došlo ke změně ve vnitřní stavební dispozici a byla rozšířena kavárenská okna. V letech 1989 až 1997 byla uzavřena. Od té doby znovu slouží zákazníkům.

## Okolní budovy
- Galerie Hollar
- Budova Akademie věd
- Národní divadlo